# Iberesia arturica
Espèce
Iberesia arturica est une espèce d'araignées mygalomorphes de la famille des Nemesiidae.

## Distribution
Cette espèce est endémique d'Espagne. Elle se rencontre en Murcie, en Andalousie dans la province d'Almería et au Pays valencien dans la province d'Alicante.

## Description
Le mâle holotype mesure 21,2 mm et la femelle paratype 26,9 mm, les mâles mesurent de 17,1 à 21,2 mm et les femelles de 23,8 à 34,0 mm.

## Étymologie
Cette espèce est nommée en référence à Arturo Pagán Calvo, le fils de Marta Calvo García.

## Publication originale
- Calvo, 2020 : Iberesia arturica sp. n.; descripción de una nueva especie de Iberesia Decae & Cardoso, 2005 (Araneae, Mygalomorphae, Nemesiidae) de la Península Ibérica. Revista Ibérica de Aracnología, no 36, p. 13-23.